# Chanyasorn Sakornchan
Chanyasorn Sakornchan (Chonburi - Tailandia)(en tailandés: ชัญษร สาครจันทร์), nicknamed Fah (en tailandés: ฟ้า)  es una modelo y reina de belleza titular de Tailandia a Miss Universo 2011 donde competirá por la corona de Ximena Navarrete

## Biografía
Chanyasorn Sakornchan nació y se crio en Sattahip, Chonburi. Es la hija del Capitán de Corbeta Suebsamoot Sakornchan que trabaja como piloto de avión de Bangkok Airways y Tangthamsatit Ratree.
Ella recibió una beca de un año de intercambio escolar alto (OEG Escuela Cambio EE. UU.) de Su Alteza Real la Princesa Soamsawali de Tailandia. Ella asiste a la Universidad de Asunción, donde mayores en Arquitectura de Interiores y Diseño. Ella habla tailandés, Inglés y Japonés algunos. Sus pasatiempos favoritos son cantar, tocar la guitarra, el baile y el vuelo de la aviación ultraligera.

## Reina de belleza
El 26 de marzo de 2011, Sakornchan fue coronada Miss Universo 2011 Tailandia por Ximena Navarrete, actual Miss Universo 2010 desde México. Como una de las favoritas de prensa, que también ganó el premio de Miss Fotogénica. La duodécima edición del concurso de Miss Universo de Tailandia fue transmitida en vivo desde el Salón Royal Paragon, Siam Paragon en Bangkok con dos ganadores ex Miss Universo, Apasra Hongsakula, Natalie Glebova Miss Universo reinante y participaron como jueces telecaste. Chanyasorn representará a Tailandia en el certamen de Miss Universo 2011 que se celebrará en São Paulo, Brasil.